# ماكس بينيت (عالم أعصاب)
ماكس بينيت (بالإنجليزية: Max Bennett)‏ هو عالم أعصاب أسترالي، ولد في 19 فبراير 1939 في ملبورن في أستراليا.